# 卡佩勒 (泽兰省)
卡佩勒（荷蘭語：Kapelle，荷蘭語發音：[kaːˈpɛlə] ⓘ）是荷蘭的一個市镇，位於荷蘭西南部，屬於澤蘭省南貝弗蘭。2017年1月，這裡有人口12,620人。

## 外部連結
- 维基共享资源上的相關多媒體資源：卡佩勒
- Official website （页面存档备份，存于）